# The Animal (film, 1913)
Pour plus de détails, voir Fiche technique et Distribution.
The Animal est un film muet américain réalisé par Allan Dwan et sorti en 1913.

## Fiche technique
- Réalisation : Allan Dwan
- Scénario : Allan Dwan
- Durée : 10 minutes
- Date de sortie : 
  - États-Unis :17 août 1913

## Distribution
- Wallace Reid
- Pauline Bush
- Marshall Neilan
- Jessalyn Van Trump
- D. Barlow